# Kuczerła (Kraj Stawropolski)
Kuczerła (ros. Кучерла) – wieś w Rosji, w Kraju Stawropolskim, w rejonie turkmeńskim. W 2010 liczyła 1374 mieszkańców.